# Восточная Ляо
Восточная Ляо (кит. 东辽国) — киданьское государство, отколовшееся от империи Цзинь в результате походов Чингисхана. Существовало на территории Маньчжурии в начале XIII века.
В 1211 году армия Чингисхана уничтожила армию государства Цзинь и осадила её столицу Чжунду. В этих условиях начался развал многонациональной империи. Служивший тысячником на северной границе Цзинь в районе современного Гирина Елюй Люгэ  в конце 1211 года восстал, и в начале 1212 года заключил союз с монголами. Согласно «Юань ши»,
чжурчжэни, разгневанные предательством, объявили награду за Люгэ по весу: за лян костей Люгэ — один лян золота, за лян мяса Люгэ — один лян серебра. Предавший Люгэ мог получить должность тысячника.
Однако предателей не нашлось, и поэтому в 1213 году против Люгэ была послана 60-тысячная армия под командованием Ваньянь Хуша. Войска Елюй Люгэ и тысяча монгольской конницы Алчи-нойона отбили цзиньское наступление в Ляоси, и, пользуясь случаем, Елюй Люгэ решил возродить государство Ляо (чтобы отличать от прежнего киданьского государства, оно именуется в исторических хрониках «Восточная Ляо»). Алчи-нойон был отозван Чингисханом, но с частью монголов при Елюй Люгэ остался Кэтэгэ «помогать Люгэ расставлять войска в его землях» (под командованием Елюй Люгэ находилась 100-тысячная армия). Придворные убеждали Люгэ принять титул императора, но тот ответил:
Ранее я заключил клятвенный союз с Аньчэнь-нойоном, желаю подчиняться Великому монгольскому государству!
В 1214 году Елюй Люгэ разгромил новую цзиньскую карательную армию численностью в 40 тысяч человек в районе города Чанту, овладел городом Сяньпином и прилегающими к нему областями, и объявил Сяньпин своей Средней столицей. В конце весны 1215 года он атаковал Восточную столицу Цзинь, но не добился успеха.
Ряд киданей хотел восстановления империи Ляо в полном объёме, и, чтобы спровоцировать Люгэ, уничтожили отряд монголов численностью в 300 человек, но Елюй Люгэ не поддался на провокацию и не отложился от Чингисхана. Тогда в 1216 году его младший брат Елюй Сыбу восстал, объявил себя императором империи Ляо и сделал своей столицей Чэнчжоу. Однако новая «империя» просуществовала всего 70 дней.
Елюй Люгэ умер в 1220 году. В 1233 году его созданное им государство было превращено в удел Монгольской империи, в котором правили его потомки.